# انجیرتیغی هندی
انجیرتیغی هندی (نام علمی: Opuntia ficus-indica) نام یک گونه از سرده انجیرتیغی است. این کاکتوس گونه‌های متفاوتی دارد و دارای میوه‌های زرد و قرمز رنگ می‌باشد که این میوه فواید بسیاری دارد. در زبان عامیانه گاهی به این کاکتوس زبان مادر شوهر نیز گفته می‌شود. تکثیر این کاکتوس از روش قلمه زدن ساده‌ترین و رایج‌ترین راه آن می‌باشد.
از جمله فواید میوه کاکتوس(انجیرتیغی)،درخشش پوست و مو
برخی از ترکیبات و مواد مغذی این میوه شامل ویتامین سی و رنگ‌دانه‌های بتاآلانین، اثرات ضدالتهابی و آنتی‌اکسیدانی دارند و از پوست در برابر آسیب‌های ناشی از استرس اکسیداتیو، التهاب و پیری ناشی از نور آفتاب محافظت می‌کنند. از طرفی اسیدهای چرب اشباع‌نشده به‌طرز چشمگیری در سلامت پوست و مو نقش دارند.

استفاده از میوه آن در درمان پروستات، دیابت و پیشگیری از سرطان مؤثر است.
در ایران میوه‌های زرد آن به وفور یافت می‌شود ولی میوه قرمز گلابی خاردار کمتر دیده می‌شود.

## نگارخانه

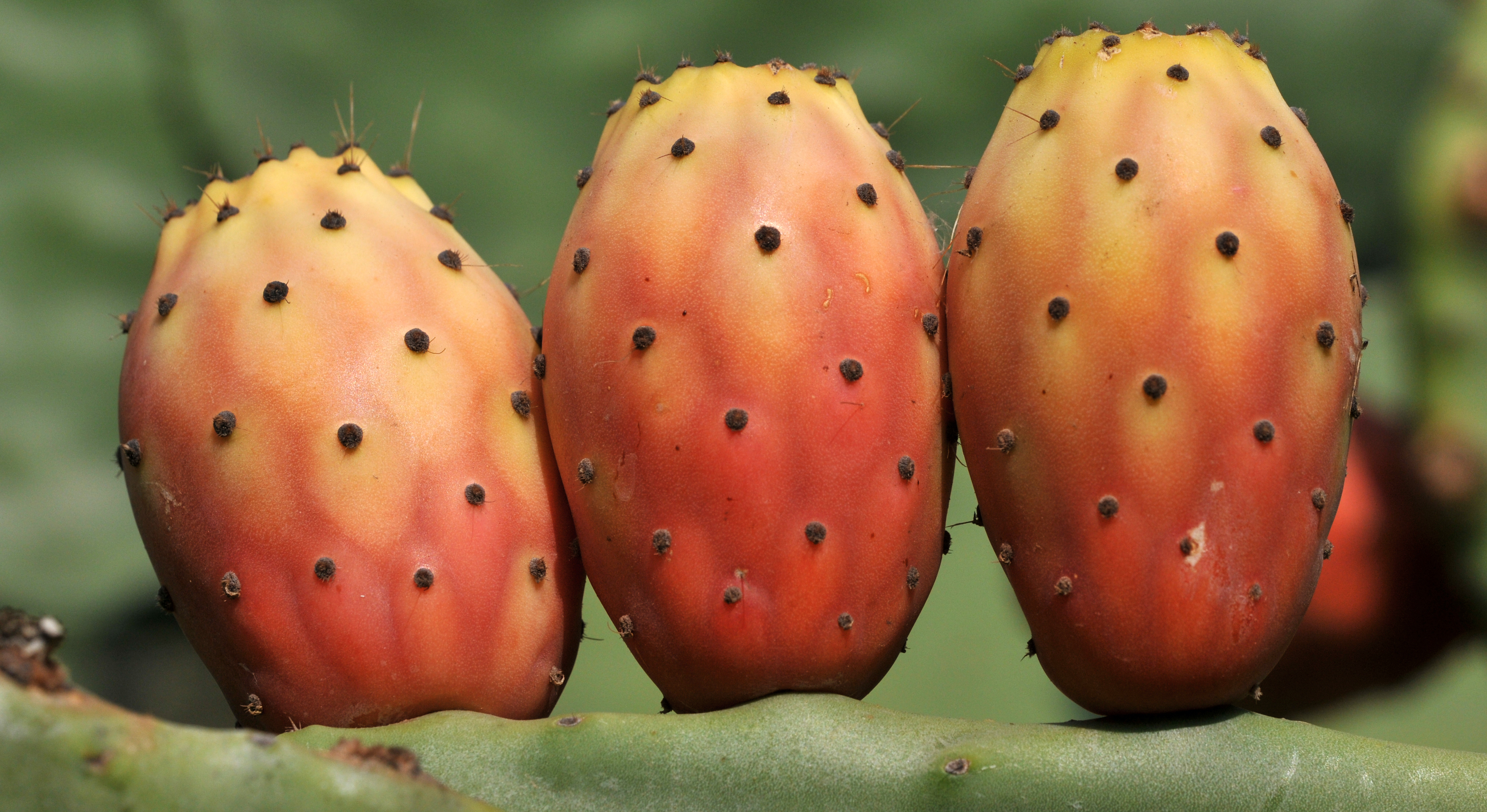
میوه اپونیتا فیکوس ایندیکا
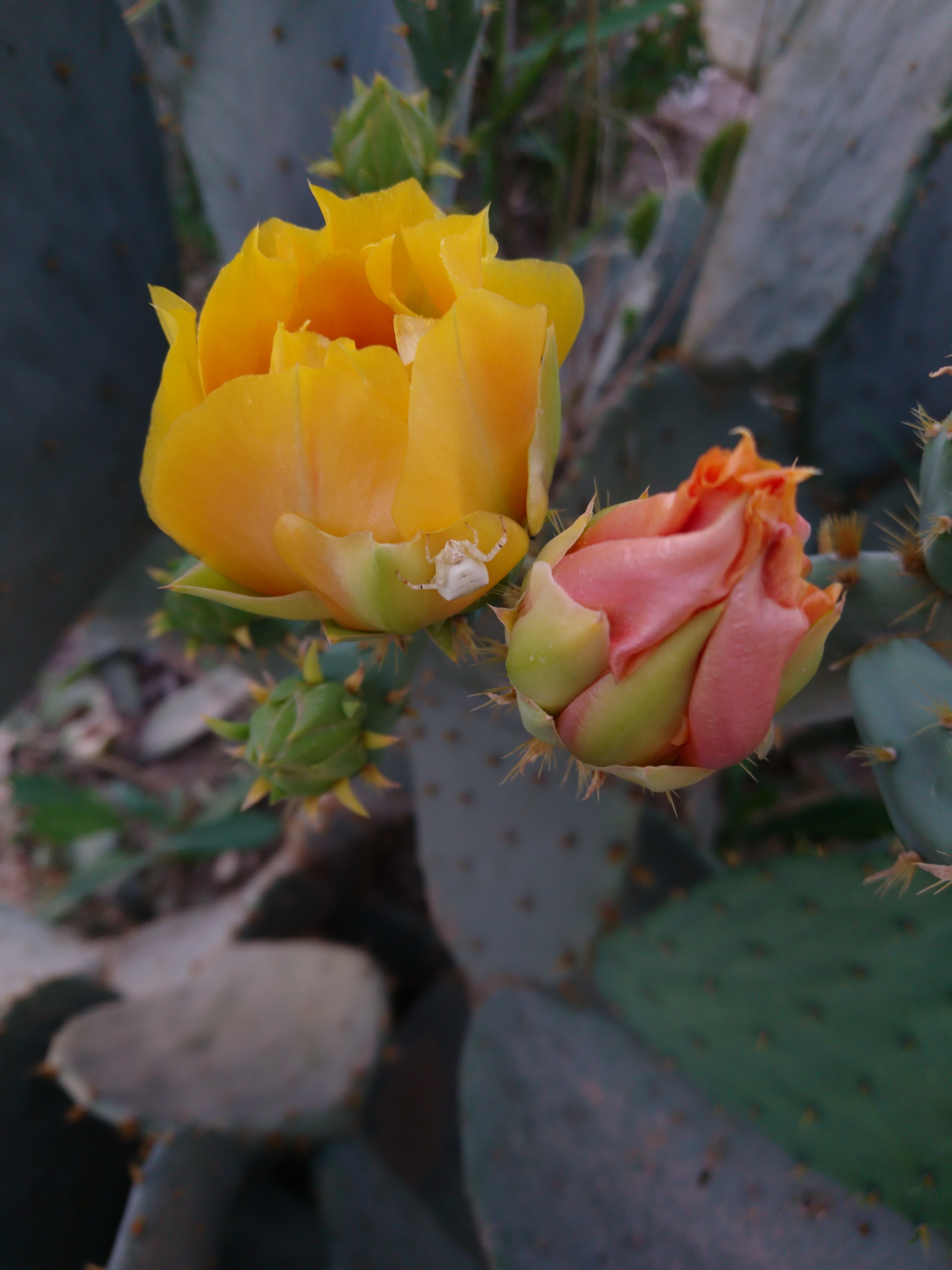
گل کاکتوس اپونتیا فیکوس-ایندیکا در بهبهان
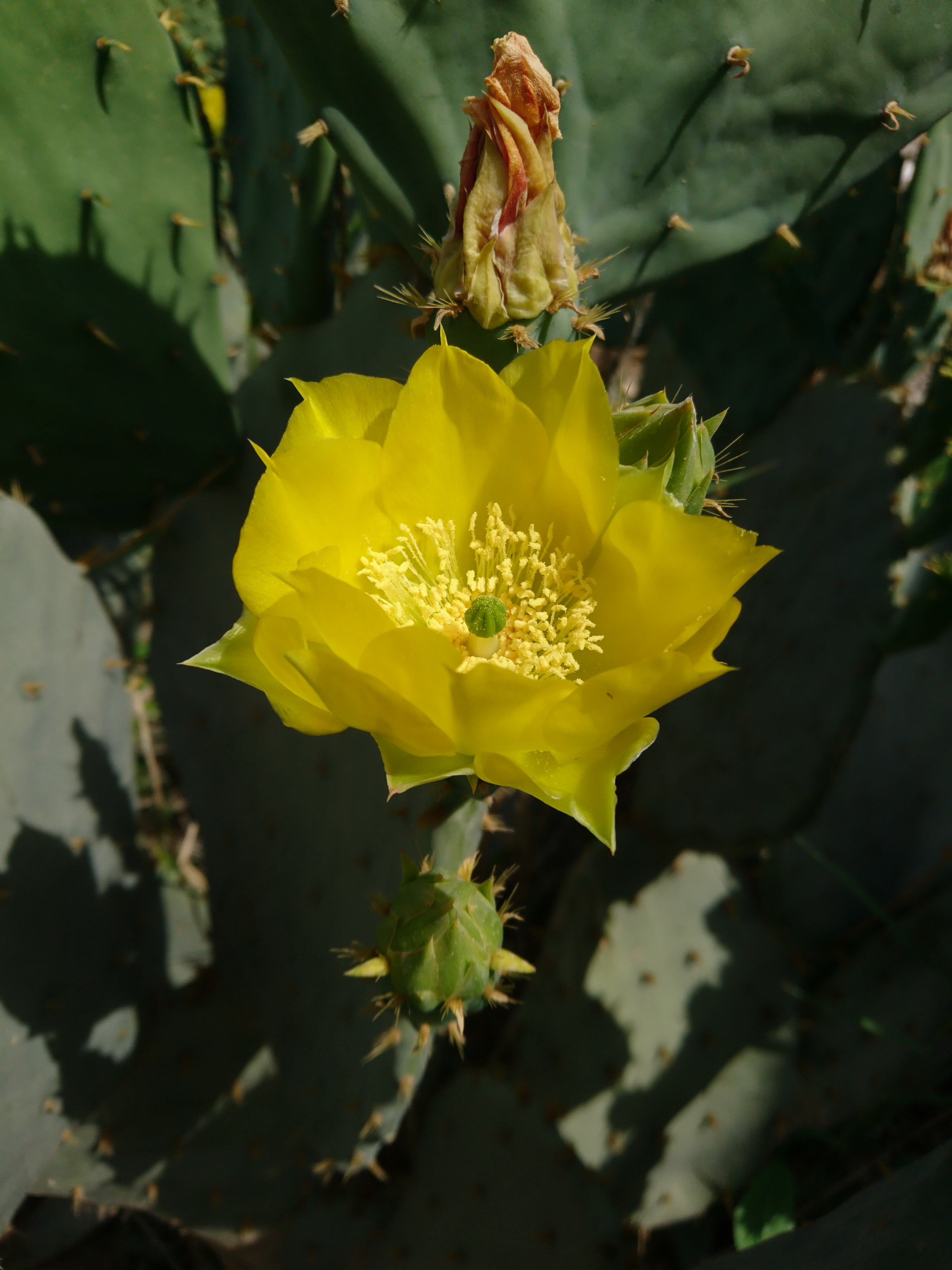
گل‌دهی کاکتوس اپونیا فبکوس-ایندیکا در بهبهان
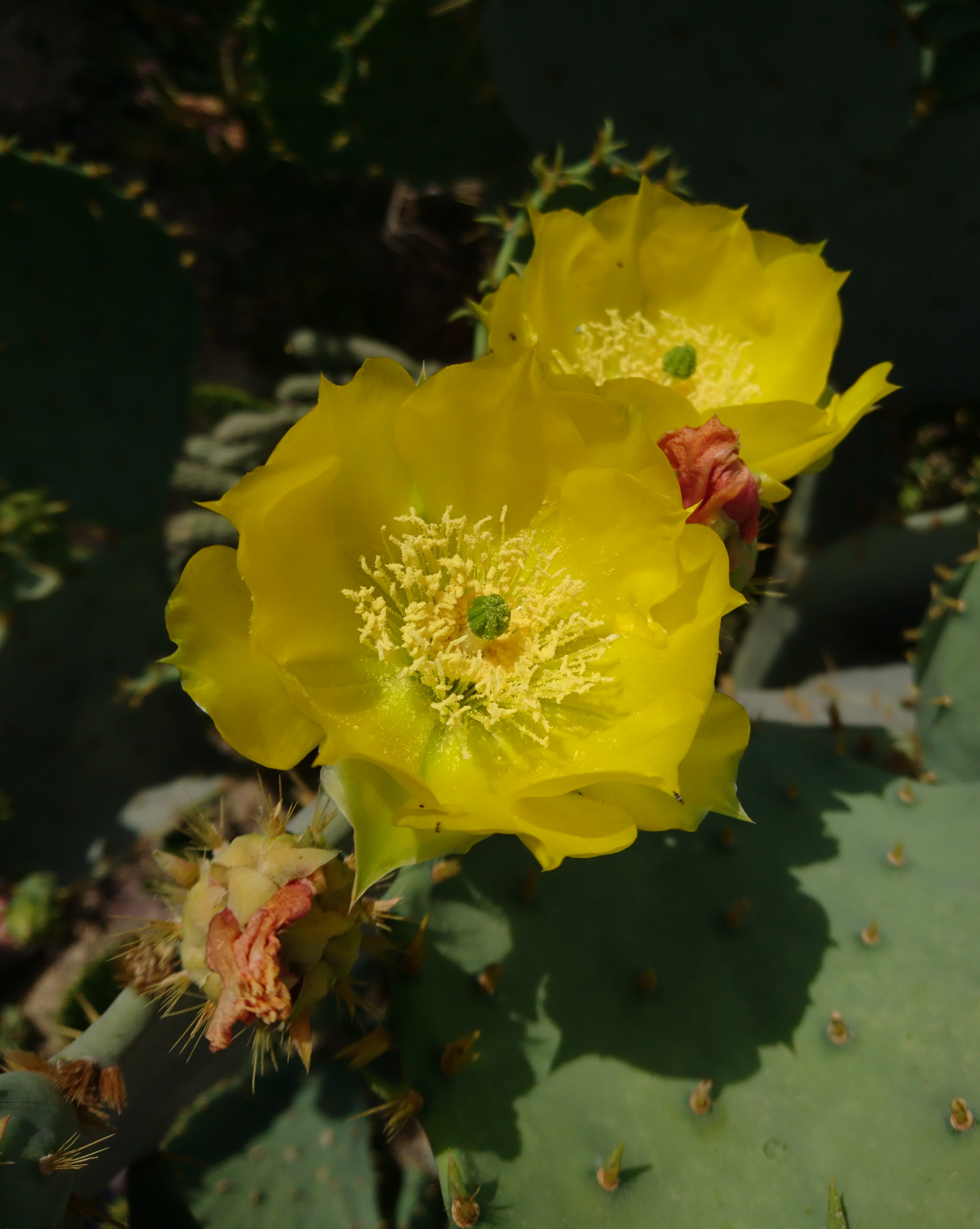
گل‌دهی کاکتوس اپونیتا فبکوس-ایندیکا، بهبهان